# Phillipsburg (New Jersey)
Phillipsburg ist eine Kleinstadt innerhalb des Warren County im Bundesstaat New Jersey in den Vereinigten Staaten. Das U.S. Census Bureau ermittelte bei der Volkszählung 2020 eine Einwohnerzahl von 15.249.

## Geschichte
Die Stadt wuchs von einem verschlafenen landwirtschaftlichen Dorf (1824) zu einem Verkehrsknotenpunkt und Schifffahrtszentrum als Delaware-Endstation des Morris-Kanals (1829–1924), dem ersten Verkehrsinfrastrukturprojekt (von mehreren, jedes schließlich), das der Gemeinde eine direkte Verbindung 107 Meilen (172 km) nach New York City verschaffte. Die Central Railroad of New Jersey (CNJ) würde bald mit einer Verbindung folgen, aber das Wachstum der Gemeinde (und für eine lange Zeit auch ihre Bedeutung) bestand darin, dass sie die Kanalanschlüsse sowohl des Delaware Canal als auch des Lehigh Canal durch ihr flussübergreifendes Seilfährensystem nach Easton, Pennsylvania, erreichte. Im Jahr 1853 verband die Lehigh Valley Railroad den Fluss mit der CNJ und einer Passagier-Kurzstreckenbahn, der Belvidere Delaware Railroad, sowie dem Morris Canal, alles innerhalb von Phillipsburg. Es folgte schnelles Bevölkerungswachstum und Industrialisierung.
Phillipsburg wurde am 8. März 1861 durch ein Gesetz der Legislative von New Jersey aus Teilen von Phillipsburg Township (heute Lopatcong Township) als Town gegründet. Die Stadt wurde nach William Phillips benannt, einem frühen Siedler in der Gegend.

## Demografie
Nach der Schätzung von 2019 leben in Phillipsburg 14.212 Menschen. Die Bevölkerung teilte sich im selben Jahr auf in 78,0 % Weiße, 10,3 % Afroamerikaner, 0,3 % amerikanische Ureinwohner, 2,0 % Asiaten und 6,2 % mit zwei oder mehr Ethnizitäten. Hispanics oder Latinos aller Ethnien machten 14,5 % der Bevölkerung aus. Das mittlere Haushaltseinkommen lag bei 54.459 US-Dollar und die Armutsquote bei 17,6 %.

## Wirtschaft
Phillipsburg hatte historisch davon profitiert, ein wichtiger Verkehrsknotenpunkt zu sein, gelegen am Zusammenfluss von Delaware und Lehigh. Phillipsburg diente etwa 100 Jahre lang, von den 1820er bis 1920er Jahren, als westlicher Endpunkt des Morris-Kanals, der die Stadt auf dem Wasserweg mit den Industrie- und Verbraucherzentren des New Yorker Stadtgebiets verband, mit Verbindungen nach Westen über den Lehigh-Kanal und den Delaware-Kanal über den Delaware. Die Ära der Kanalschifffahrt ist längst vorbei, und viele der wichtigen Güterbahnen, die das Gebiet bedienten, sind in Konkurs gegangen oder umfahren die Stadt auf Langstreckenverbindungen. Dadurch wuchs die Arbeitslosigkeit und die Einwohnerzahl ging zurück. Heute lebt die Stadt von Dienstleistungen und dem Tourismus. Es wird noch eine Eisenbahn zu touristischen Zwecken betrieben.

## Persönlichkeiten
- John R. Guthrie (1921–2009), Viersterne-General der United States Army
- Frederick J. Kroesen (1923–2020), General der US Army
- David Hajdu (* 1955), Musikjournalist, Schriftsteller und Hochschullehrer
- Doug Gjertsen (* 1967), Schwimmer
- Sheetal Sheth (* 1976), Schauspielerin
- Courtney Henggeler (* 1978), Schauspielerin
- Vanessa Zima (* 1986), Schauspielerin